# John W. Campbell Memorial Award
O John W. Campbell Memorial Award for Best Science Fiction Novel (Prêmio Memorial John W. Campbell para Melhor Romance de Ficção Científica) é um dos mais importantes prêmios no gênero literário da ficção científica nos Estados Unidos. Seu nome homenageia o editor John W. Campbell, considerado um dos responsáveis pela Idade de Ouro da ficção científica naquele país.
O prêmio tem sido conferido desde o ano de 1973 até o momento, com exceção do ano de 1994. Ao contrário de outros prêmios de ficção científica norte-americanos consagrados, como o Hugo e o Nebula, os ganhadores são selecionados por um júri.
O prêmio não deve ser confundido com outro, que também homenageia o editor de ficção científica, que leva o nome de John W. Campbell Award for Best New Writer (Prêmio John W. Campbell para Melhor Escritor Estreante).
Em 1976, o júri avaliou que não havia romances publicados no ano anterior que merecessem o prêmio, e então o conferiram a um trabalho publicado em 1970.
Em 1994, nenhum prêmio foi conferido, não porque não houvesse obras merecedoras dele, mas porque o processo de indicações foi interrompido.
A cerimônia já ocorreu em inúmeros locais diferentes a cada ano, mas desde 1979 tem ocorrido na Universidade do Kansas, ocasião em que se torna um centro de palestras, workshops de escrita, ilustração e crítica do gênero ficção científica.
Autores como Arthur C. Clarke e Philip K. Dick, entre outros, tiveram sua consagração confirmada ao serem escolhidos como vencedores do prêmio.

## Vencedores
- 1973 - Beyond Apollo, Barry N. Malzberg
- 1974 - Rendezvous with Rama, Arthur C. Clarke; Malevil, Robert Merle
- 1975 - Flow My Tears, The Policeman Said, Philip K. Dick
- 1976 - The Year of the Quiet Sun, Wilson Tucker (prêmio especial retrospectivo para o romance de 1970)
- 1977 - The Alteration, Kingsley Amis
- 1978 - Gateway, Frederik Pohl
- 1979 - Gloriana, Michael Moorcock
- 1980 - On Wings of Song, Thomas M. Disch
- 1981 - Timescape, Gregory Benford
- 1982 - Riddley Walker, Russell Hoban
- 1983 - Helliconia Spring, Brian Aldiss
- 1984 - The Citadel of the Autarch, Gene Wolfe
- 1985 - The Years of the City, Frederik Pohl
- 1986 - The Postman, David Brin
- 1987 - A Door into Ocean, Joan Slonczewski
- 1988 - Lincoln's Dreams, Connie Willis
- 1989 - Islands in the Net, Bruce Sterling
- 1990 - The Child Garden, Geoff Ryman
- 1991 - Pacific Edge, Kim Stanley Robinson
- 1992 - Buddy Holly Is Alive and Well on Ganymede, Bradley Denton
- 1993 - Brother to Dragons, Charles Sheffield
- 1994 - Não houve premiação
- 1995 - Permutation City, Greg Egan
- 1996 - The Time Ships, Stephen Baxter
- 1997 - Fairyland, Paul J. McAuley
- 1998 - Forever Peace, Joe Haldeman
- 1999 - Brute Orbits, George Zebrowski
- 2000 - A Deepness in the Sky, Vernor Vinge
- 2001 - Genesis, Poul Anderson
- 2002 -  Terraforming Earth, Jack Williamson; The Chronoliths, Robert Charles Wilson
- 2003 - Probability Space, Nancy Kress
- 2004 - Omega, Jack McDevitt
- 2005 - Market Forces, Richard Morgan
- 2006 - Mindscan, Robert J. Sawyer
- 2007 - Titan, Ben Bova
- 2008 - In War Times, Kathleen Ann Goonan
- 2009 - Song of Time, Ian MacLeod
- 2010 - The Windup Girl, Paolo Bacigalupi
- 2011 - The Dervish House, Ian McDonald
- 2012 - The Islanders, Christopher Priest e The Highest Frontier, Joan Slonczewski
- 2013 - Jack Glass: The Story of a Murderer, Adam Roberts
- 2014 - Strange Bodies, Marcel Theroux
- 2015 - The First Fifteen Lives of Harry August, Claire North
- 2016 - Radiomen, Eleanor Lerman
- 2017 - Central Station, Lavie Tidhar